# Ребека Рут
Ребека Рут (енгл. Rebecca Root; Вокинг, 10. мај 1969) је енглеска глумица, комичарка и вокални тренер. Према The Independent on Sunday, заузела је 18. место на листи Rainbow. Отворено се изјаснила као трансродна глумица, заједно са Александром Билингс, Лаверном Кокс и Аделом Андерсон. Играла је главну улогу у комедији Boy Meets Girl.

## Биографија
Рођена је 10. маја 1969. у Вокингу. Као вокални тренер предаје у школи глуме у Лондону. Каријеру је започела након промене пола, из мушког у женски, а глумачки посао је тешко проналазила. Завршила је краљевску централну школу и магистрирала вокалну уметност. Њена теза There and Back Again: Adventures in Genderland је објављена у часопису Voice and Speech Review и препоручује вокалну терапију за трансродне особе са циљем да пронађу глас за који сматрају да одговара њиховом полу.
Године 2015. је глумила у драми 1977 о трансродној композиторки Анџели Морли која је британској радио публици позната као Воли Стот. У сарадњи са Саром Вули, глумила је у филму Брежуљак Вотершип.